# Schatten über Elantel
Schatten über Elantel ist der fünfte von zwölf geplanten Romanen im High-Fantasy-Zyklus Nebelgeboren des US-amerikanischen Autors Brandon Sanderson, von denen bisher (03/2022) sechs erschienen sind. Geplant ist eine Aufteilung in vier Trilogien, die jeweils in einem anderen Setting spielen. Er spielt in Sandersons fiktivem Kosmeer-Universum und ist dem Subgenre Steampunk zuzuordnen. Er wurde erstmals 2015 als Shadows of Self von Tor veröffentlicht. Auf Deutsch ist der Roman in der Übersetzung durch Karen Gerwig 2017 bei Piper erschienen.

## Handlung
In einer Rückblende trifft Waxillium Ladrian zum ersten Mal seine zukünftige Frau Lessie auf einer Kopfgeldjagd, bei der sie zusammenarbeiten, um einen mächtigen Gangsterboss zu schnappen. In der Gegenwart ist ein Jahr seit der Niederlage der Verschwinder vergangen. Wax und Marasi haben aus dem Buch, das Eisenauge (Marsh, der sich in die Zukunft versetzt hat) ihnen gegeben hat, die Kunst der Hämalurgie kennengelernt. Diese befähigt laut Text: „Die Hämalurgie kann jeden zu einem Allomanten machen … Wenn wir sie nicht benutzen, tut es ein anderer.“ Wax wurde nun von der Polizei der Stadt eingestellt.
Während er mit seinem Partner Wayne einen Verbrecher namens Marksman jagt, sieht Wax das Gesicht von Bloody Tan (dem Mann, der für Lessies Tod verantwortlich ist) in einer Menschenmenge, kann ihn aber bei der Suche nicht finden. Wax wird abberufen und von den Polizisten gerufen, um bei einer großen Untersuchung zu helfen: Der Bruder von Elantels Gouverneur wurde bei einem Treffen mit einer Reihe mächtiger Verbrecherbosse ermordet, die alle ebenfalls getötet wurden. Dieser Vorfall schürt die Unruhen wegen Korruption und schlechter Arbeitsbedingungen in der Stadt weiter. Wax findet Beweise dafür, dass nur ein Stahlläufer (ein Ferrochemiker, der Geschwindigkeit speichern und nutzen kann) die Morde begangen haben könnte, aber als er die einzige Stahlläuferin in der Stadt aufspürt, findet er sie tot vor, ermordet mit einem hämalurgischen Stachel.
Wax wird von Harmony selbst angesprochen, der ihm mitteilt, dass eine abtrünnige Kandra namens Paalm für die Morde verantwortlich ist. Sie ist verrückt geworden und hat einen ihrer hämalurgischen Stacheln herausgerissen, um sich vor Harmony zu verstecken. Sie hat auch einen Weg gefunden, sich mithilfe von Hämalurgie metallische Kräfte zu verleihen, obwohl sie eigentlich jeweils nur eine Fähigkeit besitzen kann. Sie versucht nun Unruhe und Zerstörung in der Stadt zu verbreiten und ist überzeugt, dass Harmony ein schrecklicher, grausamer Gott ist. Harmony verspricht, Wax übernatürliche Hilfe zu schicken, um ihre Pläne zu vereiteln.
Wax und Marasi sind davon überzeugt, dass Gouverneur Innate (von dem Marasi herausgefunden hat, dass er korrupt ist) das nächste Ziel von Paalms Angriffen sein wird, und Wax findet Beweise dafür, dass Paalm möglicherweise einen persönlichen Rachefeldzug gegen ihn führt. Paalm findet einen Weg, um mental mit Wax zu kommunizieren, und lockt ihn von einer Party der Adligen fort und in eine Falle. Wax wird von MeLaan gerettet, einem Kandra, der von Harmony geschickt wurde, um ihm zu helfen. Wax kontaktiert seinen Onkel Edwarn und versucht, einen Waffenstillstand zu schließen, erfährt jedoch, dass die Verbrecherbande Paalm sowohl mit Arbeitskräften als auch mit Geld unterstützt. Paalm tötet einen überlebenden Priester, während er sich als Pathianer ausgibt, was zu Unruhen in der Stadt führt. Captain Aradel bittet um Erlaubnis, das Kriegsrecht zu verhängen.
Paalm startet einen Angriff auf die Villa des Gouverneurs und nutzt ihre Geschwindigkeit, um an Wax und Waynes Verteidigung vorbeizukommen und in den sicheren Raum des Gouverneurs einzubrechen. Sie tötet jedoch nur Innates Leibwächter, bevor sie flieht, und Wax vermutet, dass sie Innate nicht töten wird, bis sie die Stadt weiter destabilisieren kann. Innate gibt die Erlaubnis für das Kriegsrecht und besteht darauf, eine Rede zu halten, um die Bevölkerung zu beschwichtigen. Paalm führt Wax auf eine weitere falsche Jagd an der Seite der berühmten Kandra TenSoon, wo sie entdecken, dass sie andere hämalurgische Kreationen gemacht hat. Wax kehrt zum Herrenhaus des Gouverneurs zurück und stellt fest, dass Paalm viele Monate Zeit hatte, sich vorzubereiten, was ihn zu der korrekten Annahme veranlasst, dass sie den Gouverneur bereits getötet und seinen Platz eingenommen hat. Wax zwingt sie daraufhin die Körper zu wechseln und zu fliehen, während er sie anschließend verfolgt.
Wayne und Marasi lassen MeLaan den Gouverneur verkörpern und eine Rede halten, um die Bevölkerung zu besänftigen. Als selbst dies die Randalierer nicht abzuwehren scheint, verhaftet Aradel den Gouverneur (MeLaan) öffentlich wegen Korruptionsvorwürfen und setzt sich selbst als Stadtführer ein. Wax verfolgt Paalm zu einer Brücke, wo er entdeckt, dass sie sich als Lessie ausgibt. Er feuert eine speziell gefertigte Kugel mit seinem darin geschmiedeten hämalurgischen Ohrring auf sie ab, sodass Harmony seine Kontrolle geltend machen kann. Anstatt kontrolliert zu werden, begeht sie Selbstmord, und als sie stirbt, sagt sie Dinge, die nur die echte Lessie wissen könnte. Wax erkennt gequält, dass sie die echte Lessie ist, und TenSoon kommt, um zu erklären, dass sie geschickt wurde, um auf Wax in den Raulanden aufzupassen. Wax ist entsetzt, dass er sie nun ein zweites Mal getötet hat.
Aradel wird offiziell zum Gouverneur ernannt, der erste überhaupt ohne edles Blut; Er beginnt sofort mit der Aufdeckung von Korruption. MeLaan täuscht den Selbstmord von Innate vor und warnt Marasi, dass ein Stachel, der von Paalm geborgen wurde, aus einem Metall besteht, das selbst Harmony noch nie gesehen hat. MeLaans Warnungen veranlassen Marasi, Trell zu untersuchen, einen alten Gott, auf den sich Miles Dagouter mit seinen letzten Worten bezog. Währenddessen rutscht Wax in eine tiefe melancholische und isolationistische Depression.

## Charaktere
- Waxillium „Wax“ Ladrian: Ein Nachkomme von Breezes Haus aus der ursprünglichen Trilogie. Er ist in den Vierzigern, ein Gesetzeshüter mit zwanzig Jahren Erfahrung. Nachdem er sein Leben als Gesetzeshüter in den Raulanden hinter sich gelassen hat, kehrt er zurück, um sein Adelshaus wieder aufzubauen, das sein Onkel arm und mittellos hinterlassen hat. Er ist ein ausgezeichneter Schütze und ein scharfsinniger Ermittler. Er ist ein Zwillingsgeborener mit der allomantischen Fähigkeit, Metalle zu schieben und der ferrochemischen Fähigkeit, sein Gewicht zu erhöhen oder zu verringern.
- Wayne: Wax’ bester Freund und Stellvertreter, Wayne folgt Wax zurück in die Stadt und drängt ihn, wieder als Gesetzeshüter tätig zu werden. Auch ein Zwillingsgeborener, ist er allomantisch in der Lage, Geschwindigkeitsblasen zu machen, in denen die Zeit komprimiert und beschleunigt wird; Er kann auch ferrochemisch Gesundheit in einem Gold-Metallgeist speichern, um schnell zu heilen, im Austausch für eine Zeit mit schlechter Gesundheit. Er ist geschickt darin, sich zu verkleiden und Akzente zu imitieren.
- Marasi Colms: Sie ist eine intelligente Frau, studiert Jura an der Universität und hat eine Leidenschaft für Statistik. Nachdem sie die Geschichten von Wax und Waynes guten Taten in den Raulanden gehört hat, begleitet sie Wax und Wayne bei ihren Ermittlungen. Sie kann allomantische Geschwindigkeitsblasen erzeugen, die die Zeit innerhalb der Blase verlangsamen, während außerhalb der Blase die Zeit frei fließt. Sie ist ein uneheliches Kind von Lord Jackstom Harms und die Halbschwester von Steris.
- Paalm/Bleeder: Sie ist eine schurkische und gestörte weibliche Kandra der dritten Generation, die einst dem Obersten Herrscher diente. Sie plant, Harmonys Einfluss auf Elantel zu blockieren.
- MeLaan: Eine weibliche Kandra der siebten Generation. Sie hat zuvor in der ursprünglichen Trilogie mitgewirkt. Sie wurde von Harmony geschickt, um Waxillium dabei zu helfen, Paalm außer Gefecht zu setzen.
- Steris Harms: Die legitime Tochter von Lord Harms und die Halbschwester von Marasi. Sie ist mit Wax verlobt. Sie wird als steife, zu formelle und etwas langweilige junge Frau charakterisiert. Wax ist sich dieser Eigenschaften bewusst, stimmt jedoch zu, sie zu heiraten, in der Hoffnung, sich in der Stadt niederzulassen und den Reichtum ihres Hauses zu sichern. Als sie von einer Räuberbande namens Verscheinder entführt wird, nimmt Wax es auf sich, sie aufzuspüren und sie zu retten.
- Lessie: Wax’ ehemaliges Liebesbeziehung und Partnerin, als er als Gesetzeshüter diente. Wax tötet sie aus Versehen, als er auf einen Serienmörder schießt. Der Vorfall wird für Wax zum Anlass, die Raulande zu verlassen und nach Elantel zurückzukehren.
- Replar Innate: Gouverneur von Elantel, den Marasi für korrupt hält. Sein Bruder Winsting Innate wurde kürzlich bei einem Treffen mit verschiedenen kriminellen Gruppierungen ermordet.
- Claude Aradel: Constable-General des Vierten Oktanten, ein Ehrenmann, der keinen einzigen Tropfen edlen Blutes in sich trägt.
- Edwarn Ladrian: Waxilliums bösartiger Onkel, der einer der Anführer der mysteriösen Gruppe ist, die als Set bekannt ist.

## Hintergrund
Am 29. Oktober 2013 gaben Sanderson und Tor Books bekannt, dass es zwei weitere „Nebelgeboren“-Romane nach Jäger der Macht im „Wax and Wayne“-Zeitrahmen der „Nebelgeboren“-Reihe, beginnend mit der Veröffentlichung von Schatten über Elantel.

## Rezeption
„Shadows of Self“ debütierte auf Platz 5 der kombinierten Druckausgabe und der E-Book The New York Times Best Seller list. #8 auf der Bestsellerliste der Hardcover Fiction der New York Times und #5 auf der E-Book-Bestsellerliste der New York Times. Es debütierte auf Platz 42 der „USA Today“-Liste der meistverkauften Bücher.
Kirkus Reviews lobte Schatten über Elantel gegenüber Jäger der Macht und erklärte, dass es "weit mehr als sein Vorgänger mit der komplizierten Mythologie seiner Welt zu tun hat, aber die Action nie nachlässt, und die Charaktere verlieren nie ihre liebenswerte Menschlichkeit." Sie nannten es auch „ein rasantes Fantasy-Abenteuer, das in einer faszinierenden Welt spielt und mit liebenswerten, unvergesslichen Charakteren bevölkert ist“. Publishers Weekly commented that "fantasy fans will savor this exciting escapade."

## Eigenschaften der Metalle
| Metall     | Allomantische Kraft                                             | Bezeichnung des Allomanten | Ferrochemische Kraft                |  |
| ---------- | --------------------------------------------------------------- | -------------------------- | ----------------------------------- |  |
| Eisen      | Zieht Metallquellen in der Nähe an                              | Taumler                    | Speichert Körpergewicht             |  |
| Stahl      | Stößt Metallquellen in der Nähe ab                              | Münzwerfer                 | Speichert körperliche Schnelligkeit |  |
| Zinn       | Verstärkt die Wahrnehmungsfähigkeit                             | Zinnauge                   | Speichert die Wahrnehmungsfähigkeit |  |
| Weißblech  | Verbessert die körperlichen Fähigkeiten                         | Weißblecharm, Schläger     | Speichert Körperkraft               |  |
| Zink       | Wiegelt Gefühle auf (entflammt sie)                             | Aufwiegler                 | Speichert geistige Schnelligkeit    |  |
| Messing    | Besänftigt (dämpft) Gefühle                                     | Besänftiger                | Speichert Wärme                     |  |
| Kupfer     | Verbirgt allomantische Signale                                  | Raucher                    | Speichert Erinnerungen              |  |
| Bronze     | Befähigt zum Hören allomantischer Signale (enthüllt Allomantie) | Sucher                     | Speichert Wachsamkeit               |  |
| Kadmium    | Verlangsamt die Zeit                                            | Pulser                     | Speichert Atemluft                  |  |
| Biegmetall | Beschleunigt die Zeit                                           | Gleiter                    | Speichert Energie                   |  |
| Gold       | Zeigt das vergangene Ich                                        | Augur                      | Speichert Gesundheit                |  |
| Elektrum   | Zeigt die eigene Zukunft                                        | Orakel                     | Speichert Entschlossenheit          |  |
| Chrom      | Löscht die allomantischen Reserven der Zielperson               | Egel                       | Speichert Glück                     |  |
| Nicrosil   | Verstärkt beim Zielobjekt das allomantische Verbrennen          | Nikroberster               | Speichert Investitur                |  |
| Aluminium  | Löscht die eigenen inneren allomantischen Reserven              | Mücken                     | Speichert Identität                 |  |
| Duralumin  | Verstärkt das nächste Metall, das verbrannt wird                | Mücken                     | Speichert Bindungen                 |  |

## Ausgaben
- Shadows of Self. Tor, 2015, ISBN 978-0-7653-7855-2.
  - Schatten über Elantel. Piper, 2017, ISBN 978-3-492-70435-9.